# أحمد جمال الدين مزمل
أحمد جمال الدين محمد مزمل (بالسنهالية: ජේ. ජේ. එම්. මුසම්මිල්، بالتاميلية: ஜே. ஜே. எம். முஸம்மில்)، هو سياسي سريلانكي يشغل منصب عمدة كولومبو، عاصمة سريلانكا، منذ عام 2011. وهو المفوض الحالي لسريلانكا لدى ماليزيا.